# Mike Fishbach
Michael Fishbach detto Mike (New York, 1º dicembre 1954) è un ex tennista statunitense.

## Carriera
È diventato noto durante gli US Open 1977 quando si presentò in campo con una racchetta a doppia incordatura, nota anche come Racchetta Spaghetti, che generava effetti sulla pallina difficilmente controllabili dagli avversari. Riuscì a superare le qualificazioni del torneo newyorkese e una volta nel tabellone principale sconfisse i più quotati Billy Martin e Stan Smith prima di arrendersi negli ottavi di finale al britannico John Feaver.
L'anno successivo ha partecipato al Roland Garros e a Wimbledon oltre che ripresentarsi agli US Open senza tuttavia ottenere successi, nel frattempo la racchetta che aveva contribuito alla sua notorietà è stata bandita ufficialmente dall'ITF.
Ha raggiunto tre finali nel doppio maschile conquistando il titolo all'Austrian Open 1978.

## Statistiche

### Doppio

#### Vittorie (1)
| Numero | Anno | Torneo                   | Superficie  | Compagno    | Avversari in finale      | Punteggio     |
| 1      | 1978 | Austrian Open, Kitzbühel | Terra rossa | Chris Lewis | Pavel Hutka Pavel Složil | 6–7, 6–4, 6–3 |

#### Finali perse (2)
| Numero | Anno | Torneo                            | Superficie  | Compagno       | Avversari in finale         | Punteggio     |
| 1.     | 1978 | Volvo International, North Conway | Terra rossa | Bernard Mitton | Robin Drysdale Van Winitsky | 6–4, 6–7, 3–6 |
| 2.     | 1982 | Stowe Open, Stowe                 | Cemento     | Eric Fromm     | Andy Andrews John Sadri     | 3–6, 4–6      |